# 269245 Catastini
269245 Catastini è un asteroide della fascia principale. Scoperto nel 2008, presenta un'orbita caratterizzata da un semiasse maggiore pari a 3,0494407 UA e da un'eccentricità di 0,1670277, inclinata di 18,92847° rispetto all'eclittica.